# Udslæt
Udslæt opstår ofte som en rødmen på huden i forbindelse med infektioner, irritation eller allergi. 
Udslæt kan desuden opstå fra noget man har rørt ved eller en slags eksem og giver ofte kløe.